# Третій Трансйорданський наступ
Третій Трансйорданський наступ (англ. Third Transjordan attack) — наступальна операція сил Британської імперії в ході Синайсько-Палестинської кампанії на Близькосхідному театрі воєнних дій у Першій світовій війні. Наступ військ Антанти, що проводився з 21 по 25 вересня 1918 року зведеною групою новозеландського генерал-майора Чейтора зі складу Єгипетських експедиційних сил з метою розгрому турецьких військ групи армій «Йилдирим» у Йорданській долині та навколишніх містах.

## Історія
21 вересня 1918 року зведена група британських військ під командуванням новозеландського генерал-майора Едварда Чейтора зі складу Єгипетських експедиційних сил розпочала атаку позицій 4-ї османської армії та інших підрозділів групи армій «Йилдирим», що тримали оборону в Йорданській долині та навколишніх містах. Ці операції відбулися одночасно з битвами при Наблусі, частині битви при Мегіддо, та на рівнині Шарон, що почалися 19 вересня в останні місяці Синайсько-Палестинської кампанії. Бойові дії велися на правому фланзі Єгипетських експедиційних сил, та сприяли головній битві — битві при Наблусі, третій Трансйорданський наступ розпочався з нападу на Х Фасаїл. Наступного дня частина Групи Чейтора атакувала і розгромила 53-тю османську дивізію 7-ї армії на головній лінії відступу на схід від Юдейських пагорбів через річку Йордан. Відступаючі колони групи армій «Йилдирим» були атаковані під час битви за міст Джиср ед-Даміє, а також було захоплено кілька бродів південніше, що закрило шляхи відступу противнику. Залишивши загони, щоб утримувати захоплений міст і броди, Група Чейтора продовжила наступ на схід, атакувала та захопила гарнізон 4-ї армії в Шунет-Німріні на шляху до захоплення втретє Ес-Салта. Коли VIII корпус 4-ї османської армії почали відступати з займаних рубежів, Група Чейтора продовжили наступ, щоб атакувати і захопити Амман 25 вересня в ході Другої битви при Аммані. Кілька днів потому, південніше Аммана, II корпус 4-ї армії, що стояв гарнізоном на південній Хіджазькій залізниці, здався Групі Чейтора в Зізі, фактично закінчивши військові операції в цьому регіоні.